# Tau’ri
A Tau’ri (néha Tau’ri népe) elnevezéssel a Csillagkapu című televíziós sorozatban a Föld lakosait, illetve magát a Föld bolygót illetik. Ezt a megnevezést leginkább a Goa’uld és a Jaffa faj tagjai használják, de a velük kapcsolatba került más idegen népek is ismerik.

## A Tau’ri története
A Földről származó emberek a leggyakoribb faj a Csillagkapu világában. Történetük évmilliókkal ezelőtt kezdődött a Naprendszer kék bolygóján. Az ősök évmilliókkal ezelőtt fedezték fel a Földet és sokáig itt éltek, majd a Pegazus-galaxisba távoztak kb. 5 millió évvel ezelőtt. Ezután sokáig jelentéktelen fajnak számított a Tau’ri, de úgy 10 ezer éve felfedezték a Goa’uldok, akik hamis istenek szerepébe bújva megszerezték a bolygó feletti uralmat, és a számukra kiváló gazdatestként szolgáló embereket számtalan másik bolygóra elvitték a Csillagkapun keresztül és a hajókkal. Néhány ezer éve a Goa’uld hatalmát a Földön hatalmas lázadás söpörte el, és ekkor eltemették a kaput. Ezt csak 1928-ban találták meg az egyiptomi sivatagban, de a rajta lévő jeleket csak a 90-es években sikerült megfejteni.
Azóta a Tau’ri jelentős fajjá nőtte ki magát, több rendszerurat és más, nagyobb ellenséget is legyőztek, emellett olyan jelentős szövetségeseik lettek, mint az asgardok, a szabad jaffák, a tollanok és természetesen a Tok’rák. A goa’uldok melletti másik fontos ellenségek a replikátorok, az orik és a lidércek lettek.
A Föld jelenlegi legnagyobb erejét a kiváló csillagkapus csapatok mellett a Prometheus és Deadalus osztályú harci rombolók jelentik, melyeket kiváló F-302-es vadászok is kísérnek.

## Kapcsolat más kultúrákkal
Az emberi kultúrákkal a Tau’ri mindig békés kapcsolatot igyekszik létesíteni, ami általában kölcsönös  előnyökön alapszik. Sajnos nem minden fajjal sikerül baráti viszonyt kialakítani, de ez általában nem a földiek hibája. (Jó példa erre a Genii vagy az Aschen eset…)
Fejlett idegen kultúráktól igyekszik technológiákat szerezni, de nem mindig sikerül, például a tollanoktól.
Alapvetően agresszív fajokkal, mind a Goa’uldok vagy a Lidércek, az emberiség nem hajlandó semmiféle együttműködésre, inkább vállalna halálig tartó harcokat, semmint behódolást.
Az emberiség barátai az asgardok, tok’rák és a szabad jaffák viszonya már régi barátságnak mondható.
Az asgardok szerint a Tau’riban nagy lehetőségek rejlenek: az emberek lehetnek „az ötödik faj”.

## Tudás
A tau’ri alapvetően jelenleg egy fejlett atomkori, félig digitalizációs korszakig jutott emberi kultúra. Űrhajózás terén még van mit tanulnia a fejlettebb fajoktól, de földi harcokban már nagyon hatékonyan küzdenek az emberek.
A Csillagkapu csapatok által szerzett ismeretek és több év kutatás lehetővé tette az emberek számára az olyan hadihajók építését, mint a Prometheus vagy a Deadalus. Ezek a hajók ötvözik a hagyományos emberi és rengeteg idegen technológiát. A Deadalus különösen jó példa, mivel a sok asgard technológiát egy valódi asgardi, Hermiod kezeli, aki a hajó technikusa is egyben.
Ezenkívül olyan levegő-űr vadászgépeket építettek, mint az X-301 és az F-302. Az előbbi nem került gyártásra, de az utóbbiból nagy darabszám készül jelenleg is. Ezek a gépek felveszik a versenyt a goa’uld halálsiklókkal és a wraith dárdákkal is.
Jelenleg a Föld még nem képes stabil hiperhajtóműveket és energia alapú fegyvereket előállítani, ezeket az asgardok biztosítják a számukra. (Fegyverzetet korábban nem kapott a Tau’ri, csak az asgardok pusztulása előtt.) Ezek helyett a sínágyúkat (railgun) és naquadah erősítésű nukleáris torpedókat használnak a földi hadihajókon. Ezeknek a technológiáknak az az előnye, hogy viszonylag nagy mennyiségben állíthatók elő, relatív olcsón.
A földiek Atlantisz felfedezése óta rengeteg ős technológiát is szereztek, de ezek reprodukálása meghaladja tudásukat.

## Katonai erő
A Föld katonai ereje jóval alacsonyabb a többi fajjal összehasonlítva (amik gyakran több millió fő nagyságrendűek, pl. szabad jaffák, lidércek), ez annak tudható be, hogy a Tau’ri lakossága előtt ismeretlen a csillagkapu. Mindazonáltal a katonai erejének fő alkotója a CSK-csapatok és a Prometheus, Daedalus osztályú csatahajók.

## Az Atlantisz projekt
Az Atlantisz projektben Dr. Weir vezetésével elindulnak, hogy felfedezzék az Ősök elveszett városát, Atlantiszt

## Külvilági állomáshelyek
- Alfa-bázis
- Alfa-bázis II
- Alfa-bázis III
- Béta -bázis
- Omega-bázis
- Atlantisz